# Бішопс-Фоллс
Бішопс-Фоллс (англ. Bishop's Falls) — містечко в Канаді, у провінції Ньюфаундленд і Лабрадор.

## Населення
За даними перепису 2016 року, містечко нараховувало 3156 осіб, показавши скорочення на 5,5%, порівняно з 2011-м роком. Середня густина населення становила 112,2 осіб/км².
З офіційних мов обидвома одночасно володіли 35 жителів, тільки англійською — 3 120, а 5 — жодною з них. Усього 10 осіб вважали рідною мовою не одну з офіційних.
Працездатне населення становило 50,4% усього населення, рівень безробіття — 19,8% (25,5% серед чоловіків та 13,8% серед жінок). 93,3% осіб були найманими працівниками, а 3,9% — самозайнятими.
Середній дохід на особу становив $35 860 (медіана $25 941), при цьому для чоловіків — $45 268, а для жінок $27 074 (медіани — $34 773 та $20 890 відповідно).
27% мешканців мали закінчену шкільну освіту, не мали закінченої шкільної освіти — 31,9%, 41,3% мали післяшкільну освіту, з яких 12,5% мали диплом бакалавра, або вищий.
| Статево-вікова структура населення | Статево-вікова структура населення | Статево-вікова структура населення | Статево-вікова структура населення | Статево-вікова структура населення |
| ---------------------------------- | ---------------------------------- | ---------------------------------- | ---------------------------------- | ---------------------------------- |
|                                    |                                    |                                    |                                    |                                    |
| Всього                             | Всього                             | 49,8%50,2%                         |                                    |                                    |
| 0 — 14 років                       | 0 — 14 років                       |                                    | 12%                                | 12%                                |
| 15 — 64 років                      | 15 — 64 років                      |                                    | 64,8%                              | 64,8%                              |
| 65 і більше                        | 65 і більше                        |                                    | 23,1%                              | 23,1%                              |
| 85 і більше                        | 85 і більше                        |                                    | 1,1%                               | 1,1%                               |
| Середній вік (років)               | Середній вік (років)               | 46,147,2                           | 46,7                               | 46,7                               |
| Медіана (років)                    | Медіана (років)                    | 50,751,8                           | 51,3                               | 51,3                               |
| — чоловіки — жінки                 |                                    |                                    |                                    |                                    |

| Походження мешканців:     | Походження мешканців:     | Походження мешканців: | Походження мешканців: | Походження мешканців: |
| ------------------------- | ------------------------- | --------------------- | --------------------- | --------------------- |
| Походження                |                           |                       | осіб                  | %                     |
| Корінні американці        | Корінні американці        |                       | 265                   | 8.35%                 |
| Інше північноамериканське | Інше північноамериканське |                       | 2 200                 | 69.29%                |
| Європейське               | Європейське               |                       | 1 285                 | 40.47%                |
| британське                | британське                |                       | 1 215                 | 38.27%                |
| французьке                | французьке                |                       | 110                   | 3.46%                 |
| Азійське                  | Азійське                  |                       | 45                    | 1.42%                 |

| Зайнятість населення за галузями (за класифікацією NOC): | Зайнятість населення за галузями (за класифікацією NOC): | Зайнятість населення за галузями (за класифікацією NOC): | Зайнятість населення за галузями (за класифікацією NOC): | Зайнятість населення за галузями (за класифікацією NOC): |
| -------------------------------------------------------- | -------------------------------------------------------- | -------------------------------------------------------- | -------------------------------------------------------- | -------------------------------------------------------- |
|                                                          |                                                          |                                                          |                                                          |                                                          |
| Управління                                               | Управління                                               |                                                          | 5,8%                                                     | 5,8%                                                     |
| Бізнес, фінанси та адміністрування                       | Бізнес, фінанси та адміністрування                       |                                                          | 11,6%                                                    | 11,6%                                                    |
| Природничі та прикладні науки                            | Природничі та прикладні науки                            |                                                          | 2,9%                                                     | 2,9%                                                     |
| Охорона здоров'я                                         | Охорона здоров'я                                         |                                                          | 10,2%                                                    | 10,2%                                                    |
| Освіта, правозахист, муніципальні та урядові служби      | Освіта, правозахист, муніципальні та урядові служби      |                                                          | 18,2%                                                    | 18,2%                                                    |
| Мистецтво, культура, відпочинок та спорт                 | Мистецтво, культура, відпочинок та спорт                 |                                                          | 0,7%                                                     | 0,7%                                                     |
| Роздрібна торгівля та послуги                            | Роздрібна торгівля та послуги                            |                                                          | 20%                                                      | 20%                                                      |
| Гуртова торгівля, транспорт та обладнання                | Гуртова торгівля, транспорт та обладнання                |                                                          | 24,4%                                                    | 24,4%                                                    |
| Природні ресурси, сільське господарство                  | Природні ресурси, сільське господарство                  |                                                          | 4%                                                       | 4%                                                       |
| Виробництво                                              | Виробництво                                              |                                                          | 3,3%                                                     | 3,3%                                                     |

## Клімат
Середня річна температура становить 4,2°C, середня максимальна – 20,7°C, а середня мінімальна – -14,3°C. Середня річна кількість опадів – 1 101 мм.
| Клімат поселення                              | Клімат поселення | Клімат поселення | Клімат поселення | Клімат поселення | Клімат поселення | Клімат поселення | Клімат поселення | Клімат поселення | Клімат поселення | Клімат поселення | Клімат поселення | Клімат поселення | Клімат поселення |
| Показник                                      | Січ.             | Лют.             | Бер.             | Квіт.            | Трав.            | Черв.            | Лип.             | Серп.            | Вер.             | Жовт.            | Лист.            | Груд.            |                  |
| Середній максимум, °C                         | −2,22            | −3,32            | 1,44             | 7,24             | 12,86            | 17,72            | 20,36            | 20,68            | 15,24            | 9,90             | 5,16             | −0,79            |                  |
| Середня температура, °C                       | −7,7             | −8,8             | −4,05            | 1,76             | 7,39             | 12,24            | 16,90            | 17,21            | 11,78            | 6,44             | 1,69             | −4,26            |                  |
| Середній мінімум, °C                          | −13,18           | −14,27           | −9,52            | −3,73            | 1,90             | 6,76             | 13,45            | 13,76            | 8,31             | 2,98             | −1,76            | −7,73            |                  |
| Норма опадів, мм                              | 93               | 87               | 86               | 78               | 79               | 86               | 88               | 105              | 106              | 104              | 96               | 93               |                  |
| Середньомісячна швидкість вітру, м/с          | 6.46             | 6.06             | 5.89             | 5.36             | 4.82             | 4.48             | 4.20             | 4.27             | 4.76             | 5.30             | 5.96             | 6.38             |                  |
| Середньомісячна сонячна радіація, кДж/м²·день | 3740             | 6743             | 10722            | 14280            | 17331            | 18882            | 18741            | 15699            | 11603            | 6896             | 3917             | 2831             |                  |
| --------------------------------------------- | ---------------- | ---------------- | ---------------- | ---------------- | ---------------- | ---------------- | ---------------- | ---------------- | ---------------- | ---------------- | ---------------- | ---------------- | ---------------- |
| Джерело:                                      |                  |                  |                  |                  |                  |                  |                  |                  |                  |                  |                  |                  |                  |